# ユーグ11世・ド・リュジニャン
ユーグ11世・ド・リュジニャン（Hugues XI de Lusignan, 1221年 - 1250年4月6日）は、アングレーム伯（ユーグ2世、在位：1246年 - 1250年）およびラ・マルシュ伯（ユーグ6世、在位：1249年 - 1250年）。1246年にイングランド王ジョンの未亡人であった母イザベラ・オブ・アングレームの跡を継いでアングレーム伯となった。また、1249年に父ユーグ10世の跡を継いでラ・マルシュ伯となった。ユーグ11世はイングランド王ヘンリー3世の異父弟にあたる。

## 生涯
ユーグ11世は1224年にトゥールーズ伯レーモン7世とその妃サンチャ・デ・アラゴンの娘で相続人であるジャンヌ・ド・トゥールーズと婚約した。その後婚約は解消され、ジャンヌはフランス王ルイ9世の弟ポワティエ伯アルフォンスと結婚した。
1227年3月のヴァンドーム条約により、ユーグ11世は次にフランス王ルイ8世とブランシュ・ド・カスティーユの娘イザベル・ド・フランスと婚約した。しかし、イザベルは後にこの婚約を破棄している。
1236年、ブルターニュ公ピエール1世とアリックス・ド・トゥアールの娘ヨランド（1218年 - 1272年）と結婚した。
1249年、第7回十字軍において1年間ポワティエ伯に従うことに同意した。ユーグ11世は1250年4月6日に第7回十字軍最後の大規模な戦いとなったファラスクールの戦いで戦死した。ユーグ11世はフランス王ルイ9世とともに十字軍に参加していた。息子のユーグ12世が跡を継いでラ・マルシュ伯およびアングレーム伯となった。

## 子女
ユーグ11世とヨランド・ド・ブルターニュの間に以下の子女が生まれた。
- ユーグ12世（1235/40年 - 1270年以降） - ラ・マルシュ伯、アングレーム伯
- ギー（1288/89年没）
- ジョフロワ（1264年没）
- アリックス（アリス、1236年10月以降 - 1290年5月） - 7代グロスター伯ギルバート・ド・クレアと結婚[4]
- マリー（1242年 - 1266年7月11日以降） - 6代ダービー伯ロバート・ド・フェラーズと結婚[5]
- イザベル（1248年 - 1304年） - モーリス・ド・ベルヴィルと結婚
- ヨランド（1305年11月10日没） - プレオー領主ピエール1世と結婚

ヨランドはユーグ11世の死後に再婚しなかった。